# Andermatt

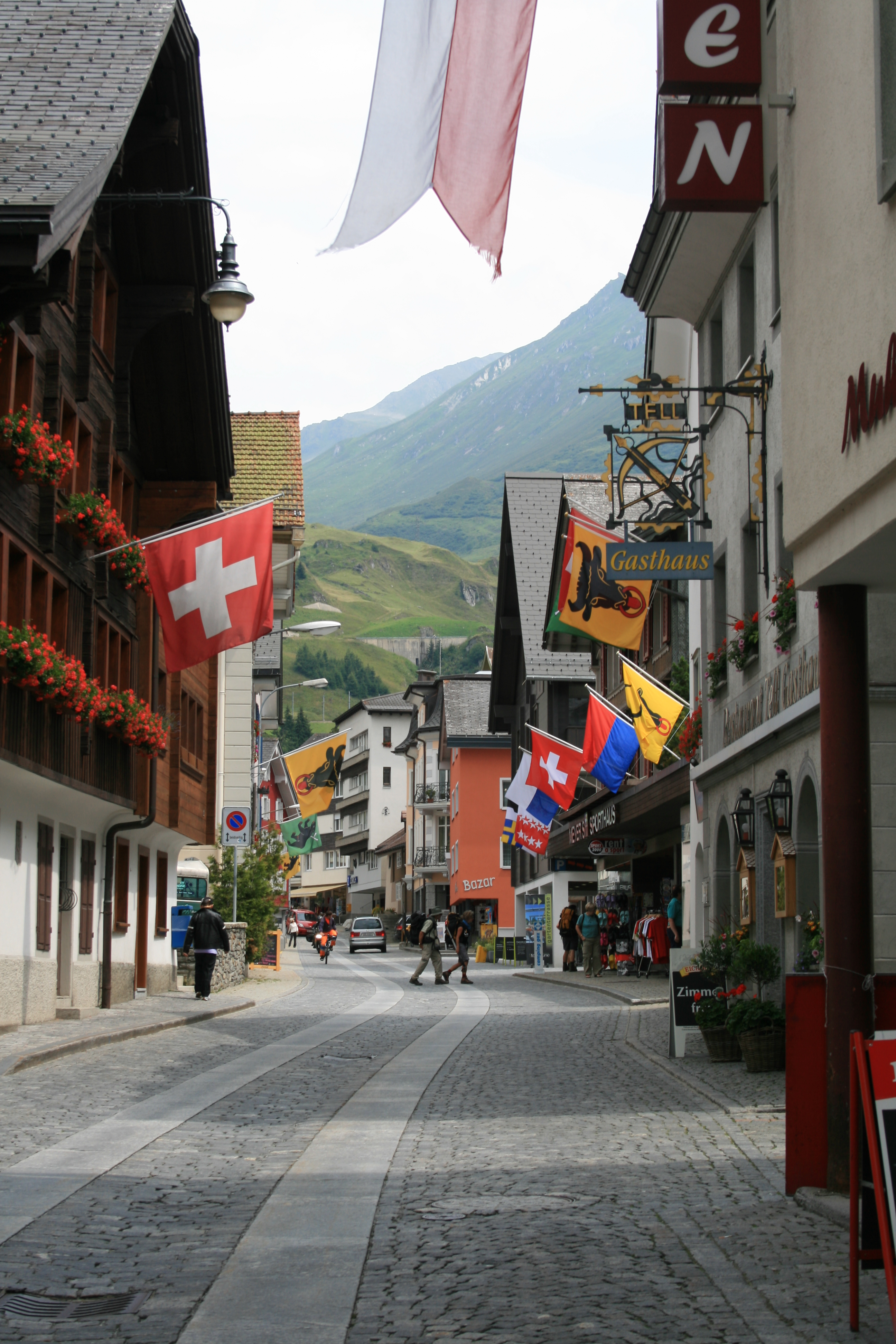
Centrum.

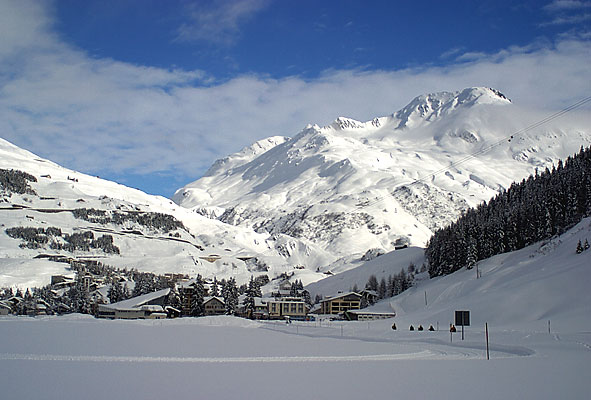
Andermatt under vintern.

Andermatt (rätoromanska: Ursera lyssna (fil)) är en ort och kommun i kantonen Uri, Schweiz. Orten är en skidort som är känd för sin off-pistskidåkning. Kommunen hade 1 588 invånare (2023).
Andermatt ligger på nordsidan av Sankt Gotthardsmassivet, i Urserendalen som genomflyts av floden Reuss.

## Historia
Under tidig medeltid lydde Urseren under klostret i Mustér. Runt år 1200 vandrade tyskspråkiga walser in. Sankt Gotthardspasset blev redan på 1200-talet en viktig handelsväg till Norditalien. När järnvägstunneln under Gotthardsmassivet öppnades år 1882 minskade transporternas betydelse. Istället gav de fästningsanläggningar som schweiziska regeringen lät spränga in i Gotthardsmassivet nya arbetstillfällen.

## Kommunikationer
I orten möts de smalspåriga järnvägarna Brig-Chur och Andermatt-Göschenen. Den viktigaste vägförbindelsen, som även är öppen på vintern, går genom Schöllenenravinen till Göschenen, som har motorvägsanslutning. Sommartid öppnas vägarna till Graubünden över Oberalppasset, till Ticino över Sankt Gotthardspasset och till Valais över Furkapasset. Vintertid har dalen biltågsförbindelse med Valais.

## Turism
Andermatt har under lång tid varit utbildningsort för schweiziska armén och dess alpjägare. Armén avvecklar nu sin verksamhet och orten står inför stora förändringar då en medlem ur den egyptiska miljardärsläkten Sawiris planerar att bygga en golfresort med ny 18-hålsbana och ett stort antal hotellbäddar som i huvudsak skall skötas av familjen Sawiris hotellbolag Orascom. Byggnationerna startar i april 2008. Svenska Skistar (som bland annat äger och driver Åre, Sälen, Hemsedal) planerar samtidigt att förvärva och utveckla skidverksamheten och samarbeta med utvecklingen av orten som destination med Orascom.